# Mzia Amaglobeli
Mzia Amaglobeli (Shuajevi, Georgia, 12 de mayo de 1975) es una periodista georgiana, cofundadora y directora de los medios de prensa Batumelebi y Netgazet, es miembro de la Organización de Periodistas Independientes de Georgia.
El 12 de enero de 2025, Mzia Amaglobeli fue arrestada durante las Protestas en Georgia de 2025, por presuntamente agredir a un oficial de policía después de abofetear al jefe de policía de Batumi en respuesta a un abuso verbal. La ley por el que se le imputa prevé una pena de prisión de 4 a 7 años. Amaglobeli ha sido condenada a prisión preventiva.
Según expertos judiciales y organizaciones locales e internacionales de derechos humanos, los cargos presentados contra Amaglobeli y el proceso penal en su contra son incompatibles con las circunstancias del caso e indican motivos políticos en el mismo. La prisión preventiva contra la periodista fue considerada un ataque a la libertad de prensa.  Tras su detención, Amaglobeli inició una huelga de hambre total en protesta y se negó a comer durante 38 días.
Mzia Amaglobeli es considerada la primera prisionera política en Georgia desde el colapso de la Unión Soviética. En Tiflis y Batumi se organizaron numerosas manifestaciones para exigir su liberación.

## Biografía

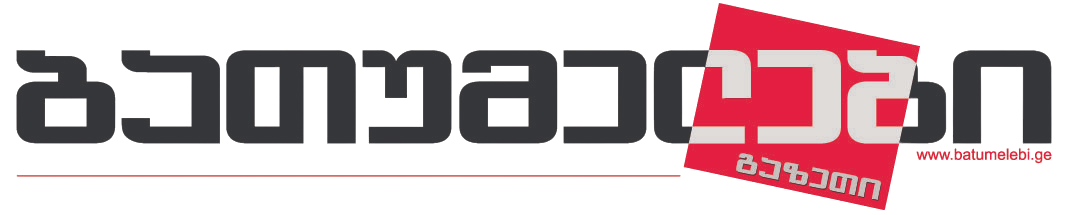
Logo de Batumelebi.

### Carrera
Mzia Amaglobeli comenzó su carrera periodística en el año 2000 como reportera del periódico "Adjara PS" en Batumi . En 2001, Mzia Amaglobeli, de 26 años, junto con su amigo Eter Turadze, fundó la organización de medios independiente "Batumelebi" en forma de periódico impreso no periódico. Desde la fundación de la empresa, Amaglobeli ha sido su director general, gestionando las oficinas de la empresa en Tbilisi y Batumi y liderando sus proyectos comerciales y de medios.
La creación de "Batumelebi" fue una respuesta directa a las violaciones generalizadas del estado de derecho, los abusos de los derechos humanos y la corrupción generalizada durante el gobierno del líder autocrático de Ayaria, Aslan Abashidze. En 2003, bajo presión del régimen autoritario de Ayaria, el Tribunal de la ciudad de Batumi revocó el registro legal de la empresa, después de lo cual Amaglobeli se negó a volver a registrar la empresa con un nuevo nombre. Con el apoyo del Centro Internacional de Periodistas (ICFJ), Amaglobeli registró con éxito una nueva organización en Tiflis y el 8 de agosto de 2003 pasó a llamarse oficialmente LLC Gazeti Batumelebi.
En 2010, junto con sus cofundadores, Amaglobeli fundó el medio de comunicación en línea Netgazeti.
Bajo el liderazgo de Mzia Amaglobeli, su organización de medios ha ganado numerosos premios por su periodismo valiente y su labor ética. En 2009, Batumelebi y en 2015, Netgazeti recibieron el Premio de Prensa Europea. Este premio se entregará a publicaciones que, según la Fundación alemana Zeitgeist y la Fundación noruega para la Libertad de Expresión, «no temen la censura y la represión».  Cabe destacar que la publicación provocó el rechazo del gobierno ruso, recibió el estatus de "organización que difunde propaganda antisoviética" y fue prohibida en Rusia. En 2022, el regulador de comunicaciones de Rusia, Roskomnadzor, bloqueó las versiones en idioma ruso de Netgazeti y Batumelebi.

## Detención
Los acontecimientos que condujeron al arresto de Mzia Amaglobeli comenzaron la noche del 11 de enero; Fue arrestada dos veces esa noche.
Mzia Amaglobeli fue detenida por primera vez el 11 de enero tras colocar un cartel cerca de la comisaría de policía de Batumi con la inscripción "Georgia jura". La acción mencionada fue una respuesta a la detención de nueve ciudadanos por los mismos cargos. Se le acusó de "desobediencia a una solicitud legal". Las imágenes de video muestran a varios oficiales acercándose a Amaglobeli, quien permaneció tranquila durante todo el incidente.
Dos horas después de la detención administrativa, Mzia Amaglobeli fue puesta en libertad bajo fianza junto con otras mujeres detenidas, pero pronto fue arrestada nuevamente, esta vez acusada de agredir a un oficial de policía por abofetear al jefe de policía de Batumi, Irakli Dgebuadze.  El incidente fue precedido por un enfrentamiento y una estampida entre los participantes y la policía, lo que, según testigos presenciales, derivó en acciones provocadoras por parte de la policía.
Eter Turadze, editor jefe de Batumelebi, afirmó que el segundo arresto de Amaglobeli ocurrió durante una situación caótica causada por la policía. Tras ser liberada de su primera detención, Amaglobeli se encontraba junto a sus familiares y seguidores lejos de las puertas de la comisaría. Según Turadze, la situación estaba tranquila y la manifestación estaba a punto de dispersarse cuando el jefe de policía de Batumi, Irakli Dgebuadze, junto con oficiales, comenzaron a enfrentarse con los manifestantes sin motivo alguno.  Durante este enfrentamiento, la policía arrestó injustificadamente a los familiares de Amaglobeli, los hermanos Lasha y Giga Gabaidze. Las imágenes de un video muestran a Amaglobeli cayendo al suelo en medio de la estampida durante los caóticos disturbios que siguieron al arresto de los hermanos.
En las imágenes siguientes se ve a Amaglobeli con Eter Turadze, rodeados de policías y Dgebuadze. Después de que Dgebuadze dice algo, Amaglobeli reacciona y le da una bofetada con su mano izquierda. Según testigos presenciales, esto fue una respuesta a un abuso verbal por parte del oficial de policía.  Según Transparencia Internacional Georgia, el vídeo muestra claramente que la fuerza de la mano de Amaglobeli al agitarse era tan débil que no pudo haber causado ningún dolor a Dgebuadze y que la acción del periodista fue solo simbólica. Después de abofetear a Dgebuadze fue detenida de inmediato. En las imágenes de su detención se oye a Dgebuadze insultar y decir: "¡Te atraparé con sangre, con sangre!".
El día de la detención de Amaglobeli se realizó un examen médico y, según las conclusiones, el director de prensa tenía hematomas en el hombro izquierdo, provocados por un objeto duro y contundente.

Ciudadanos con carteles de apoyo a Mzia Amaglobeli en la manifestación de solidaridad con los medios en Batumi.

### Prisión preventiva
El 14 de enero de 2025, el juez del Tribunal Municipal de Batumi, Nino Ismashvili, condenó a Mzia Amaglobeli a dos meses de prisión preventiva.  Fue acusado en virtud de la sección 1 del Artículo 353 del Código Penal de Georgia: “Ataque a un agente de policía”, que se castiga con cuatro a siete años de prisión.  La fiscalía acusa a Amaglobeli de abofetear al jefe de policía de Batumi, Irakli Dgebuadze, supuestamente por "venganza".
El tribunal rechazó la fianza de 100.000 GEL ofrecida por la defensa. Los argumentos de la fiscalía se basaron en posibles riesgos de fuga, de no comparecer ante el tribunal, de destrucción de información importante para el caso y de reincidencia
Organizaciones de derechos humanos consideraron que la prisión preventiva impuesta a Amaglobeli es infundada e injusta. La Asociación de Abogados Jóvenes considera que no hay base para el encarcelamiento en este caso, ya que no existen amenazas de que Mzia Amaglobeli se fugue, influya en los testigos u obstruya la investigación.  El Centro para el Estado de Derecho afirmó que el tribunal no podía justificar por qué era necesario el uso de la medida preventiva más severa: la prisión.  Según Transparencia Internacional Georgia, al condenar a prisión a Amaglobeli, el juez Nino Nameshvili ni siquiera tuvo en cuenta cuán fundados eran los riesgos que presentaba el fiscal.
Durante el uso de la detención como medida de restricción, el tribunal se basó en el protocolo de detención administrativa del Tribunal Supremo, según el cual el Ministerio del Interior fue acusado de insultar a un oficial de policía en virtud del artículo 173. Los abogados de Allevator dicen que el protocolo fue falsificado porque el ascensor no fue arrestado por insultar a un oficial de policía, sino por poner una pegatina en el edificio, como lo demuestra un video que muestra las acciones de un ascensor, así como una declaración del jefe de policía de Batumi, Irakli Dgebudadze. Los abogados dicen que el Artículo 173 del protocolo fue registrado para sentar las bases para el arresto de Mzia Amaglobeli, ya que la policía no puede detener a una persona bajo el Artículo 150. Nona Tklovnidze afirma: „La colocación temporal en la cerca del edificio de la pegatina no se puede considerar... Sin embargo, para cualquier tipo de delito, si la policía hubiera evaluado las acciones de Mzia el Sumo Sacerdote, no habrían tenido el derecho de arrestarlo ni siquiera entonces.. Sin embargo, arrestaron ilegalmente a Mzia Mtsia... Y luego, cuando se dieron cuenta de que era un comportamiento completamente ilegal, falsificaron la orden de arresto y registraron otro artículo que parecía provocar un insulto verbal a la policía y firmaron el Artículo 173, que es una mentira completa, y esto confirma que este protocolo contiene información falsa. “ Los abogados también señalan que el protocolo no lleva el nombre del secuestrador, sino de otro oficial de policía. Debido al protocolo falsificado, los abogados exigieron la terminación del caso administrativo del ascensor, que no fue satisfecho por el tribunal.
El juez Nino Nameshvili, que condenó a Amaglobeli a prisión, no tiene formación en derecho penal. "Esto significa claramente que la petición fue examinada por una composición ilegal", afirmó Paata Diasamidze, defensor de Mzia Amaglobli.
En la audiencia judicial, Mzia Amaglobeli presentó el libro "Cómo derrotar a un dictador" de la Premio Nobel de la Paz Maria Ressa, trazando un paralelo entre la trama del libro y las políticas represivas y autoritarias del Sueño Georgiano.  María Resa respondió a este acto simbólico del asceta. Un periodista filipino habló sobre las protestas en curso en Georgia y el encarcelamiento de un director de medios durante un discurso durante el aniversario del Vaticano.
El 15 de enero, después de visitar a Mzia Amaglobeli en prisión, la presidenta de la Asociación de Jóvenes Abogados de Georgia, Nona Kurdovanidze, habló sobre los hechos del trato inapropiado y humillante recibido por Mzia Amaglobeli. Según contó Amaglobeli a Kurdovanidze, después de su segundo arresto, Irakli Dgebuadze lo insultó e intentó agredirlo físicamente varias veces, aunque otros policías lograron contenerlo. Durante uno de estos episodios agresivos, Dgebuadze escupió en la cara de Amaglobeli. Además, durante varias horas después de su detención, por orden de Dgebuadze, a Amaglobeli no se le permitió beber agua ni utilizar el baño.
El bombardero golpeó poco después del mediodía frente a una multitud de manifestantes, matando al menos a 22 personas e hiriendo a docenas más. Según los abogados de GYLA, la investigación debería haber comenzado con un artículo de trato inhumano y degradante. La investigación no otorgó el estatus de víctima a la Mzia Amaglobel. Según Saia, «las circunstancias indican que la investigación realizada por el Servicio Especial de Investigación no es efectiva y que la norma legislativa para la producción plena y objetiva de la investigación es completamente ignorada». El organismo de investigación dejó sin respuesta el recurso del activista de derechos humanos a la víctima en relación con la concesión de la condición de víctima, que fue apelada ante el tribunal. El tribunal se negó a otorgar a Mzia Amaglobel el estatus de víctima.
El 20 de enero se supo públicamente que Amaglobeli estaba en huelga de hambre desde su arresto en protesta por la injusticia. En una carta escrita desde la prisión, el medio de comunicación señala que su detención y los cargos que se le imputan son resultado de procesos represivos dirigidos contra la persona, la libertad de expresión y la palabra. La carta dice:

No voy a aceptar la agenda del régimen. Estoy hambrienta. La libertad es más valiosa que la vida. En mi opinión, cualquier ciudadano puede ser cualquiera que quiera vivir en una Georgia democrática, justa, europea y libre de la influencia rusa. Lucha antes de que sea demasiado tarde. Lucha dondequiera que estés, en el país o en el extranjero, en el pueblo o en la ciudad, en las calles o en los auditorios, en los espacios públicos y laborales. Sean valientes, cuídense y fortalézcanse unos a otros. No permitamos que Georgia quede aislada del mundo civilizado.
Mzia Amaglobeli

El 21 de enero, el Tribunal de Apelaciones de Kutaisi no aceptó la apelación para cambiar la prisión preventiva de Mzia Amaglobeli.
El 13 de febrero, los abogados de Mzia Amaglobeli presentaron una petición ante el Tribunal Municipal de Batumi solicitando la liberación del director de medios.  La moción razonada de los abogados se basó en las siguientes circunstancias:
- La ausencia de presión sobre los testigos y la amenaza de cometer nuevos delitos, base sobre la que la Fiscalía solicitó el uso de la detención.
- Según la fiscalía, los participantes de la protesta debían ser interrogados, pero hasta ese momento las pruebas para la acusación sólo incluían los testimonios casi idénticos de Irakli Dgebuadze y seis policías, y no se interrogó a testigos neutrales.
- Según los estándares internacionales, para que se imponga una pena de prisión, el delito debe ser grave, estar dirigido contra la vida, la salud y la propiedad, y las acciones de Mzia Amaglobeli no constituyen un delito penal en absoluto.
- También existe un conflicto de intereses en el caso, ya que la víctima, el investigador y los testigos son miembros de la misma vertical policial.[64]

El juez Levan Kolbaia declaró inadmisible la moción para cancelar el encarcelamiento de Amaglobeli. GYLA cree que declarar inadmisible la petición es una barrera artificial creada por el tribunal para evitar la discusión de pruebas y circunstancias nuevas e indiscutibles. La asociación presentó un recurso ante el Tribunal de Apelaciones de Kutaisi con una solicitud para anular la decisión del Tribunal de la ciudad de Batumi. Este último confirmó la negativa del tribunal de Batumi.
El 18 de febrero, día 38 desde el inicio de la huelga de hambre, Mzia Amaglobeli anunció al público en una carta que había decidido poner fin a la huelga de hambre. El director de prensa agradeció a Temur Katamadze y Nikoloz Javakhishvili, quienes fueron detenidos durante las manifestaciones de protesta y que estaban en huelga de hambre en solidaridad con él, y les pidió que también pongan fin a su huelga de hambre.
El 4 de marzo se celebró una audiencia previa al juicio en el Tribunal municipal de Batumi en el caso del director de medios de comunicación. En la referida audiencia, el tribunal discutió la admisibilidad de la prueba presentada por las partes y la revisión de la medida cautelar. Por decisión del juez Viktor Metreveli, Mzia Amaglobeli permaneció bajo custodia. Estuvo de acuerdo con todas las mociones de la fiscalía y no tuvo en cuenta ninguna de las propuestas de la defensa.

Pancarta de apoyo a Mzia Amaglobeli en la Universidad Estatal de Ilia.

En la audiencia, los defensores de derechos humanos de Amaglobeli presentaron las decisiones de la Corte Suprema sobre unos 20 casos similares, según los cuales incluso acciones violentas como golpear a un oficial de policía en la cabeza con un objeto afilado, golpearlo en la cara múltiples veces, golpizas en grupo, dañar la cuenca del ojo y otras no se consideran agresiones a un oficial de policía. Según GYLA: "Lo anterior demuestra que Mzia no cometió el delito del que se le acusa y, en consecuencia, no existe un estándar legalmente establecido para un veredicto de culpabilidad", escribe la organización.
El tribunal, a petición del fiscal, excluyó casi todas las pruebas de los materiales presentados por la defensa. En concreto, se eliminaron 17 personas de la lista de personas a interrogar, 18 pruebas audiovisuales, 13 actas de inspección y 14 pruebas escritas. La Fiscalía solicitó que se declarara inadmisible la prueba por considerar que no era pertinente al caso. El juez explicó su decisión de acceder a la petición de la Fiscalía diciendo que la defensa presentó pruebas sin la resolución del juez. La abogada del director de medios, Maia Mtsariashvili, afirmó que el argumento de los fiscales era ilógico y que, como el juez debía acceder de todas formas a su petición, se le ocurrió una justificación diferente.
Los defensores de derechos humanos de Amaglobeli evaluaron la exclusión de pruebas como una privación demostrativa del derecho a la defensa y afirmaron que el juez "ni siquiera garantizó procesalmente el derecho del director de medios a un juicio justo".
El Tribunal de Apelaciones de Kutaisi admitió parte de las pruebas excluidas: grabaciones de vídeo, varios documentos escritos y un informe del interrogatorio de un testigo. Entre ellos se encuentran vídeos distribuidos públicamente en Internet que muestran los acontecimientos antes, durante y después del arresto de Amaglobeli.
El 18 de marzo, Mzia Amaglobeli fue declarada culpable de una infracción administrativa y multada con 2.000 GEL. El juez Salikh Shainidze declaró al director de medios culpable de desobedecer la solicitud legal de un oficial de policía.
En la audiencia del caso celebrada el 13 de marzo, un representante de la LSSI dijo que Amaglobeli estaba insultando a los agentes de policía, no obedeció el llamado para detener esta acción y se resistió a la policía. Los abogados señalaron que la falta de fundamento de las acusaciones anteriores se confirma con los videos que muestran el arresto de Mzia, mientras que la evidencia en video presentada por el Ministerio del Interior fue filmada después de que el director de medios fue liberado de la detención administrativa. El juez confirmó que las pruebas no reflejan el hecho de que el director de medios insultó a los policías. Amaglobeli, quien participó remotamente en la sesión, declaró: «El caso que están analizando está falsificado. El protocolo también lo está. La realidad en este caso es que yo coloqué la pegatina, de forma totalmente deliberada. Fue una expresión de protesta contra las detenciones ilegales del 11 de enero».
En la misma reunión, el juez Shainidze confirmó la autenticidad de los hechos presentados por los abogados del gerente de medios, según los cuales se confirma la ilegalidad de su detención administrativa. Sin duda reconoció el video, que cita el Artículo 150 como excusa para arrestar a un gerente de medios en Dgebua, cuando se escribe el Artículo 173 del protocolo, y el video en el que el exaltado Gregory Beselia es arrestado, mientras que Gocha Vachnadze está condecorado para mantenerlo en el protocolo. Sin embargo, Shainadze no cumplió con la solicitud de la policía, Dgebudadze y Beselia, que estuvieron involucrados en el caso. Nona Tapovnidze dijo en relación con la violación de la ley por parte del caso administrativo: «No hay evidencia en este caso que demuestre que el sol haya cometido algún delito. El Ministerio del Interior ha falsificado los protocolos de detención y violación. Los oficiales de policía de testigos mintieron en la sala del tribunal, presentando videos tomados 2 horas después del arresto, y de ninguna manera pudieron imprimir nada que justificara el castigo administrativo de Mzia».
El 28 de abril, GYLA presentó un recurso ante el Tribunal de Estrasburgo en nombre de Mzia Amaglobeli. La denuncia sostiene que se violaron los derechos fundamentales del director de medios de comunicación consagrados en el Convenio Europeo de Derechos Humanos, como el derecho a la libertad y a la seguridad, el derecho a un proceso justo, el derecho al respeto de la vida privada y familiar y la libertad de expresión.

### Opinión pública
Mzia Amagli se ha convertido repetidamente en un blanco de desinformación y descrédito por parte de funcionarios gubernamentales, funcionarios gubernamentales y otros actores antieuropeos. Los fotomaniacos, el discurso de odio, las declaraciones manipuladoras y la retórica de búsqueda de dignidad se usaron contra él en las redes sociales, en las que participaron activamente informes falsos. Ha habido una propagación de la desinformación en la televisión gubernamental sobre el caso del gerente de medios Sueño georgiano Del lado de los paganos. En particular, Subari Sozar Por Esperanza Según una declaración en el aire, Mzia fue colocada en la parte posterior de una pegatina para un oficial de policía como excusa para el primer arresto del ascensor. pero Irakli Kobakhidze Rustavi2Dijo que el gerente de los medios estaba llevando a cabo una orden específica y que su tarea era violar la dignidad de un oficial de policía. Esto se evaluó como La presunción de inocencia Violación dura. Según el abogado del ascensor, la declaración del Primer Ministro no solo sirvió para violar el derecho del periodista, sino también para crear actitudes públicas negativas hacia él. En respuesta a las acusaciones de Kobakhidze, los abogados del gerente de medios solicitaron su investigación, que no quedó satisfecha.
El 3 de marzo, Irakli Mdinaradze comentó el caso del director de medios durante una reunión informativa del gobierno. Afirmó que Amaglobeli actuó siguiendo órdenes, le puso una pegatina al agente de policía y su objetivo era empañar la reputación de la policía. El 7 de mayo, Mzia Amaglobeli presentó una demanda ante el Tribunal de la ciudad de Tbilisi, solicitando que las declaraciones de Mdinaradze, Kobakhidze y Subari se consideraran difamatorias.
El 17 de marzo, el Centro para la Justicia Social publicó una opinión amicus curiae sobre el caso del director de medios. El documento destaca violaciones procesales en el caso. Según el centro, el tribunal dejó a Amaglobeli sin derecho a defensa al declarar inadmisibles casi todas las pruebas de la defensa, mientras que, en contraste, satisfizo todas las mociones de la fiscalía respecto a las pruebas. Según la organización, la objetividad e imparcialidad del caso es cuestionable, ya que la víctima, el investigador, el detenido y los testigos son miembros de la misma estructura. Estas violaciones contienen indicios de una violación del derecho a un juicio justo, lo que elimina la posibilidad de generar confianza pública tanto en todo el proceso como en el resultado final.
El 18 de marzo, la Fundación Clooney para la Justicia, fundada por la activista de derechos humanos Amal Clooney y el actor George Clooney, anunció que TrialWatch, una iniciativa que brinda asistencia legal gratuita en apoyo de la libertad de expresión en todo el mundo, planea monitorear el juicio de Amaglobeli. TrialWatch preparará un informe después de la conclusión del juicio de Amaglobeli, evaluando la imparcialidad del caso de acuerdo con los estándares internacionales y regionales.
El 14 de abril, la organización internacional de derechos humanos Amnistía Internacional lanzó una campaña exigiendo justicia en el caso de Mzia Amaglobeli. La organización escribe:

Las circunstancias del arresto de Mzia Amaglobel, los presuntos malos tratos hacia él y el juicio levantan fuertes sospechas sobre los motivos de su persecución. Si comparamos la aparente impunidad de la policía, queda claro cuán discriminatorio lo trata el sistema de justicia georgiano a él y a otros manifestantes. El tratamiento de una persona exaltada es una cuestión de duda de que está siendo perseguido políticamente.
Amnistía internacional

Como parte de la campaña, Amnistía Internacional envió una carta al jefe del Servicio Especial de Investigación instando a todos a escribirle una carta similar. La carta destacaba que el incidente de los exaltados fue precedido por la violencia de Dgebudadze contra manifestantes pacíficos por parte de la policía y el primer arresto completamente injustificado del gerente de los medios. La organización solicita que Irakli Dgebuadze sea responsable por el Servicio de Investigación. La carta habla sobre el video, donde Dgebudadze insulta al periodista y menciona el uso generalizado de la violencia o la violencia contra los detenidos por parte de la policía. La organización destacó las irregularidades procesales en el caso y señaló que el tribunal no compartió ninguna de las 50 peticiones de los abogados del gerente de medios. La organización exige,Los derechos de Irakli Dgebudadze serán protegidos y su autoridad será suspendida hasta que las acusaciones en su contra sean investigadas efectivamente.
El 15 de abril, el gobierno de Lituania publicó una lista actualizada de ciudadanos georgianos sancionados responsables de violaciones de derechos humanos. Entre las 74 personas agregadas a la lista hay agentes de policía que participaron en la detención de Amaglobeli y dieron testimonio en su caso.
El 22 de abril, la Coalición de Defensa de los Medios publicó una declaración con motivo del centésimo día de encarcelamiento de Amaglobeli. En el comunicado, la coalición subraya que contra el director del medio se está dirigiendo propaganda estatal y procesos judiciales falsos. Señalan que el régimen está luchando contra un periodista que ha elegido buscar y proclamar la verdad como forma de vida con falsos testigos y la difusión de información falsa.

## Controversia legal sobre la acusación
Según los expertos legales, la acusación de "agresión" contra Amaglobeli es infundada y no sigue la lógica legal.  Dicen que las acciones de Mzia Amaglobeli son incompatibles con los cargos que se le imputan y que la bofetada no cumple los criterios según los cuales se incluyen los delitos en el Código Penal.  Los organismos policiales locales e internacionales consideran que la detención penal del director de medios de comunicación y la calificación de sus actos como "agresión" son incompatibles con las circunstancias del caso, desproporcionadas e injustas.
Según los abogados de Amaglobeli, en el caso más grave, el caso del director de medios debería haber sido calificado bajo el artículo 173 del Código de Infracciones Administrativas, que se refiere a "cometer un acto ofensivo hacia un agente de policía" y resulta en una multa o prisión administrativa. Según su evaluación, las acusaciones contra el director de medios son infundadas, tienen motivaciones políticas y son un intento de intimidarlo. La abogada de Amaglobeli, Maia Mtsariashvili, califica la acusación de "manipulada".

### Gyla
La Asociación de Jóvenes Abogados de Georgia afirmó que el encarcelamiento y el procesamiento penal de Amaglobeli son ilegales y "tienen la apariencia de represión política". Según la asociación, la información presentada por Irakli Dgebuadze no confirma la calificación del artículo 353§1 del Código Penal –agresión a un agente de policía– y ninguna de las circunstancias clave características de este artículo son evidentes en el caso de la detención de Amaglobeli.

Las acciones de Mzia ni siquiera pudieron provocar dolor físico, lo que excluye los cargos penales no solo en virtud de este artículo, sino también en otros artículos más ligeros del Código Penal.
GYLA

Además de los cargos criminales ilegales, GYLA cita las siguientes circunstancias como evidencia de la persecución política de Amaglobeli: detención administrativa arbitraria, violaciones de procedimiento, malos tratos al director de medios, uso ilegal del encarcelamiento e inacción del Servicio Especial de Investigación respecto al hecho de los malos tratos.

### Transparencia Internacional – Georgia

Zviad Koridze con un cartel de apoyo a Mzia Amaglobeli en una manifestación en Tiflis.

Transparencia Internacional evaluó el caso de Mzia Amaglobeli. El 14 de enero de 2025, Transparencia Internacional Georgia publicó una declaración en la que se analiza la legalidad del arresto, la detención y los cargos contra Mzia Amaglobeli.

La acción de Mzia debido a su pequeña importancia, no puede considerarse un crimen en absoluto desde la posición de una persona objetiva. Según el artículo 7 (2) del Código Penal, no es un delito que, aunque formalmente contenido en cualquiera de las acciones previstas en este Código, no ha causado ningún daño que requiera la responsabilidad penal de su autor o no representa una amenaza de tal daño. Tirar de un alféizar que puede ser causado por el dolor es solo de poca importancia y no podría causar ningún daño grave.

Transparencia Internacional Georgia explica que es muy probable que el trato diferente a Amaglobeli sea de naturaleza discriminatoria y esté relacionado con sus actividades periodísticas y su actitud hacia el gobierno. Según la organización, la "policía del régimen" y la Fiscalía abusaron de la actuación del director de medios y pretenden castigarlo como ejemplo.
Transparencia Internacional Georgia explica que es muy probable que el trato diferente a Amaglobeli sea de naturaleza discriminatoria y esté relacionado con sus actividades periodísticas y su actitud hacia el gobierno. Según la organización, la "policía del régimen" y la Fiscalía abusaron de la actuación del director de medios y pretenden castigarlo como ejemplo.
Transparencia Internacional Georgia explica que es muy probable que el trato diferente a Amaglobeli sea de naturaleza discriminatoria y esté relacionado con sus actividades periodísticas y su actitud hacia el gobierno. Según la organización, la "policía del régimen" y la Fiscalía abusaron de la actuación del director de medios y pretenden castigarlo como ejemplo.

Mzia es castigada no por cometer ningún acto de peligro significativo, sino por revelar el régimen a lo largo de los años. Corrupción Y debido a la participación en otras actividades ilegales. Por lo tanto, se puede decir que Mzia es un levantamiento Prisionero político Basado en la definición Consejo de Europa La Asamblea Parlamentaria ha establecido.

### Centro para la Justicia Social
El Centro para la Justicia Social presentó una opinión amicus curiae sobre el caso Mzia Amaglobeli. Según ellos, en este caso se debería aplicar el artículo 7 del Código Penal, que establece que no se debe imponer responsabilidad penal por actos de menor importancia.

Manifestante sujeta una pancarta en apoyo a Imaglobeli en la manifestación frente a la Radiodifusión Pública el 29 de enero.

Según el Centro, la acción adoptada por Mzia Amaglobeli debe evaluarse en el contexto fáctico que la precedió. En particular, hay que tener en cuenta que antes del incidente la policía había detenido ilegalmente a los participantes en una reunión pacífica, incluido el propio director de prensa. Después de esto, los jóvenes, familiares de Amaglobeli, fueron arrestados agresivamente, acompañados de presiones físicas, pisoteos y tensiones sobre los participantes de la concentración, durante la cual Mzia Amaglobeli se cayó y fue pisoteada varias veces. Según el centro, el tribunal debería evaluar adecuadamente si las acciones de Mzia Amaglobeli fueron provocadas por acciones arbitrarias de la policía. Además, se observa que la reacción espontánea de Mzia Amaglobeli ante la anarquía experimentada por la policía excluye la intención de atacar.
Según el Centro, la acción adoptada por Mzia Amaglobeli debe evaluarse en el contexto fáctico que la precedió. En particular, hay que tener en cuenta que antes del incidente la policía había detenido ilegalmente a los participantes en una reunión pacífica, incluido el propio director de prensa. Después de esto, los jóvenes, familiares de Amaglobeli, fueron arrestados agresivamente, acompañados de presiones físicas, pisoteos y tensiones sobre los participantes de la concentración, durante la cual Mzia Amaglobeli se cayó y fue pisoteada varias veces. Según el centro, el tribunal debería evaluar adecuadamente si las acciones de Mzia Amaglobeli fueron provocadas por acciones arbitrarias de la policía. Además, se observa que la reacción espontánea de Mzia Amaglobeli ante la anarquía experimentada por la policía excluye la intención de atacar.
Según la organización, la calificación de las acciones de Amaglobeli bajo el artículo 353 carece de fundamento, ya que el caso no cumple las condiciones necesarias para su calificación bajo este artículo. En el documento, el Centro cita precedentes como ejemplos de casos en que agentes de policía sufrieron daños a la salud como resultado de acciones de los ciudadanos, aun cuando este artículo no los califica. Según la organización, las acciones de Mzia Amaglobeli se caracterizaron por un impacto mínimo en el agente de policía y en el caso falta el elemento más importante de este crimen: la percepción de dolor físico severo por parte de la víctima.

Incluso ver imágenes de video es suficiente para mostrar que la mano flexible de la Mzia Amaglobel no podría haber causado un dolor similar para un hombre joven y físicamente fuerte. En consecuencia, la acción no alcanzó una intensidad que justificara su castigo penal.

Según el centro, la actividad periodística de Amaglobeli y el alto nivel de independencia de la publicación que fundó hacen sospechar que existe una persecución política contra el director del medio y un intento de eliminar el pluralismo mediático.

Batumi El trabajo, que expone sistemáticamente las prácticas del gobierno, incluidas las prácticas antipoliciales y los abusos de los derechos humanos, es irritante para la fuerza política gobernante y el liderazgo de la policía local, que ha sido de particular interés para este último, incluido el arresto del fundador de Batumi - Mzia Amaglobel.

## Campaña contra el arresto de Amaglobeli

Protesta frente a la fiscalía.

El 14 de enero, en apoyo de Mzia Amaglobeli, los canales de televisión de la oposición georgiana y los medios de comunicación online independientes declararon una huelga y dejaron de transmitir durante varias horas. La pantalla mostró una fotografía de Mzia Amaglobeli de la audiencia judicial y un texto de apoyo.
La continua detención preventiva de Mzia Amaglobeli ha sido condenada por numerosos defensores de derechos humanos internacionales y locales y organizaciones que trabajan en cuestiones de prensa. Según los representantes de los medios de comunicación, el proceso penal contra Amaglobeli indica el estado alarmante del entorno mediático en Georgia. Su detención fue considerada como una represalia contra los medios de comunicación críticos y un castigo ejemplar. La Coalición de Defensa de los Medios publicó una carta exigiendo el despido inmediato del gerente de medios. La Coalición de Mujeres en el Periodismo describió el arresto de Amaglobeli como "un ataque flagrante y descarado a la libertad de prensa".
El Comité para la Protección de los Periodistas (CPJ) ha publicado una serie de declaraciones pidiendo la liberación de Amaglobeli. Dicen que el caso presentado contra el director de medios es claramente punitivo, lo que es aún más preocupante dado el contexto de impunidad de los ataques brutales a periodistas por parte de agentes de policía.
Políticos y diplomáticos georgianos, europeos y estadounidenses denuncian la ilegalidad de la detención de Mzia Amaglobeli y exigen su liberación. En el centésimo día de prisión , Salomé Zurabishvili calificó al periodista de "símbolo de la libertad de prensa".
Las embajadas de 14 países miembros de la Coalición por la Libertad de Prensa emitieron una declaración conjunta exigiendo la liberación del director de medios. Además de revisar el caso de Amaglobeli, las embajadas piden a las autoridades georgianas que garanticen la protección de los derechos de todos los periodistas que han sufrido un uso excesivo de la fuerza por parte de la policía mientras cubrían las protestas en el ejercicio de sus funciones oficiales.
El 24 de enero, el Centro Internacional de la Pluma publicó una declaración en apoyo a Mzia Amaglobeli. Señala que la pena de siete años de prisión prevista es una pena extremadamente desproporcionada para un destacado periodista que fue acusado de agredir a un agente de policía. Según Pencenter, está claro que el gobierno georgiano está intentando castigar al director de medios como ejemplo, y su caso demuestra la continua intimidación de quienes valientemente intentan llevar la verdad a las autoridades.

Empleados críticos con la política editorial de la emisora pública con carteles de apoyo a Mzia Amaglobeli.

El 27 de enero, más de 300 representantes de los medios emitieron un comunicado exigiendo acciones inmediatas para Mzia Amaglobeli. La declaración analiza el entorno mediático, que se ha deteriorado drásticamente en los últimos años del gobierno del Sueño Georgiano, y la creciente incidencia de ataques verbales y físicos contra periodistas por parte del gobierno. La declaración señala que ninguno de los aproximadamente 100 casos de violencia contra periodistas por parte de agentes del orden durante las protestas de noviembre-diciembre de 2024 ha sido investigado. Los representantes de los medios de comunicación dicen que el arresto de Mzia Amaglobeli por cargos criminales señala una nueva fase en la persecución del régimen oligarca a los medios de comunicación críticos. Los representantes de los medios de comunicación afirman que la primera periodista de Amaglobe es una prisionera de conciencia en Georgia. El comunicado dice:

Mzia Amaglobeli es condenada por sus actividades periodísticas imparciales y su activismo civil ejemplar inaceptable para el régimen. No cometió un delito penal de la es acusada por el régimen Ivanishvili.

El 29 de enero, los Guardianes de la Emisora Pública publicaron una carta crítica a la dirección del canal, expresando solidaridad con Mzia Amaglobeli, evaluando el silencio de la Emisora Pública sobre el caso del periodista encarcelado y pidiendo al canal que proteja conjuntamente el derecho de Mzia Amaglobeli a un juicio justo. En la carta, los defensores de la emisora pública criticaron la política editorial sesgada del canal, que resultó en que "la emisora ni siquiera respondiera a la violación del derecho de Mzia Amaglobeli a un juicio justo con una declaración", y que el canal no asignara tiempo al aire a los profesionales de los medios que luchan por la libertad de Mzia. El comunicado dice:

Creemos que la Radiodifusora Pública debe, ante todo, cubrir el caso del arresto violento visible de Mzia Amaglobeli con empatía y una cobertura adecuada.

Creemos que la Radiodifusora Pública, como Instituto de Medios de Interés Público, debe reconocer que el arresto de Mzia el Sumo Sacerdote, su castigo injustamente injustificado y desproporcionado, está cambiando alarmantemente en el país del Partido de los Medios.

La gerencia de la emisora pública ahora debe abogar proactivamente para que Mzia Amaglobel no sea violada. El derecho a un juicio justo.

El 4 de febrero, más de 30 políticos y analistas extranjeros exigieron la liberación de Mzia Amaglobeli. Entre los firmantes de la declaración se encuentran Joe Wilson y Pavel Fischer.

Un cartel de apoyo a Mzia Amaglobeli cerca del edificio de la Radiodifusión Pública de Georgia.

El 5 de febrero, los eurodiputados expresaron su solidaridad con el periodista detenido en el 25º día de huelga de hambre y realizaron una manifestación en su apoyo.El 7 de febrero, la vicepresidenta de la Comisión Europea, Kaja Kallas, y la comisaria europea, Marta Cosma, publicaron una carta conjunta en la que afirmaban que el caso de Mzia Amaglobeli es otro ejemplo de cómo el régimen del Sueño Georgiano trata a los periodistas y a todos aquellos que expresan sus opiniones en voz alta y libremente. Llamaron al director de medios de comunicación hambriento "un símbolo del coraje de todas las personas injustamente encarceladas".
El 15 de febrero, la activista iraní de derechos humanos y premio Nobel de la Paz Shirin Ebadi expresó a la Mzia Amaglobeli. Salomé Zurabishvili publicó una carta en las redes sociales. En la carta, Zurabishvili dice que la «libertad de expresión es la base de la democracia y que imponer restricciones y detener a periodistas no está de ninguna manera justificado».En apoyo de Mzia Amaglobeli, se realizaron numerosas manifestaciones con varios organismos, incluida la Fiscalía de Adjara, la Fiscalía General, la Oficina de la Carta de Ética Periodística, el Parlamento, etc., exigiendo su liberación inmediata.

Trabajadores de medios de comunicación se manifiestan cerca del Parlamento.

El 10 de febrero, el Tribunal Municipal de Kutaisi multó a nueve personas, entre ellas Lado Apkhazava, Nino Katamadze y Maia Tsiramua, con 5.000 laris cada una por celebrar una manifestación en apoyo de Mzia Amaglobeli cerca de la casa del juez Malkhaz Okropirishvili. Se les acusó de violar las normas para la organización y realización de una manifestación-concentración.El 20 de febrero, el Instituto Internacional de Prensa publicó una declaración en apoyo a Amaglobeli, firmada por representantes de medios de todo el mundo. 215 periodistas, editores y gestores de medios y 84 organizaciones suscritos. En una declaración conjunta, exigen la liberación inmediata de Mzia. Además, los firmantes exigen que se absuelva al periodista de los cargos inapropiados y que se investigue el trato inhumano que recibió. La declaración destaca que Amaglobeli ha demostrado un coraje ejemplar a lo largo de su carrera en la defensa de los valores democráticos, la libertad de prensa y los derechos de los periodistas, y su arresto se produjo en el contexto de una brutal represión de las protestas democráticas y ataques a periodistas independientes. Hasta el momento, 97 medios de comunicación y 242 periodistas han firmado la declaración.
El 26 de marzo, el Comisario de Derechos Humanos del Consejo de Europa, Michael O'Flaherty, publicó un Memorándum sobre la situación de los derechos humanos en Georgia. El memorando fue precedido por la visita del Comisionado a Georgia del 21 al 23 de enero de 2025, durante la cual visitó a Mzia Amaglobeli en prisión. O'Flaherty afirma que la prisión preventiva del director de medios "es injustificada". En sus recomendaciones, escribe que Amaglobeli debe ser liberado inmediatamente y deben garantizarse todos sus derechos al debido proceso y a la presunción de inocencia.